# آرسن گئورگیان
آرسن گئورگیان (ارمنی: Արսէն Գևորգյան؛ زادهٔ ۱ ژوئن ۱۹۷۵) جودوکار بازنشسته اهل ارمنستان است که در بازی‌های المپیک تابستانی ۱۹۹۶ در وزن ۷۸ کیلوگرم به رقابت پرداخت.